# Kruh (Doksy)
Kruh (německy Kroh) je malá vesnice a část města Doksy v okrese Česká Lípa. Nachází se asi 7,5 kilometru jižně od Doks. Kruh leží v katastrálním území Kruh v Podbezdězí o rozloze 2,64 km².

## Historie
Rekreační osada leží necelé tři kilometry severovýchodně od vesnice a hradu Houska. První písemná zmínka o její existenci pochází ze 14. století.

## Obyvatelstvo
Při sčítání lidu v roce 1921 ve vsi žilo 186 obyvatel (z toho 98 mužů), z nichž bylo osm Čechoslováků, 177 Němců a jeden cizinec. Kromě jednoho člověka bez vyznání byli římskými katolíky. Podle sčítání lidu z roku 1930 měla vesnice 181 obyvatel: jedenáct Čechoslováků a 170 Němců. Až na dva evangelíky a jednoho člověka bez vyznání se ostatní hlásili k římskokatolické církvi.

## Doprava
Jižně, zhruba jeden kilometr daleko, je Kružský důl, z obce dostupný neznačenou lesní cestou. V Kružském dole, kterým vede cyklotrasa č. 0001 Vrátenský okruh, se nalézají pozůstatky skalních obydlí. Samotnou obcí prochází směrem na Bezděz červeně značená turistická cesta (mezinárodní E10), v této části nazývaná Máchova cesta. Obec je spojená s okolím po silnici II/273 od obce Doksy na severu. Nejbližší železniční zastávka je v obci Okna tři kilometry severně na trati 080 z České Lípy.

## Pamětihodnosti
- Ve vyvýšené poloze na východním okraji obce stojí kostel sv. Vojtěcha, který na místě gotické svatyně ze 14. století nechala postavit hraběnka Marie Markéta z Valdštejna v letech 1723–1724. Na počátku 21. století kostel nebyl v dobrém stavu a Biskupství litoměřické jej v roce 2012 nabídlo k prodeji, avšak ten se neuskutečnil.[9] V roce 2013 si kostel od katolické církve zapůjčilo město Doksy, které jej začalo postupně opravovat.[10]
- V obci se nachází klasicistní hřbitovní kříž z první poloviny 19. století.[11]
- Významná část domů jsou tradiční roubené stavby lidové architektury.[12] Zdejší zástavba je s platností od 1. ledna 2005 chráněná jako vesnická památková zóna.[13] Ve vesnici roste také památný strom lípa pod hřbitovem (lípa malolistá).[14] Kruh leží na území chráněné krajinné oblasti Kokořínsko – Máchův kraj.